# Androsace euryantha
Androsace euryantha är en viveväxtart som beskrevs av Hand.-mazz. Androsace euryantha ingår i släktet grusvivor, och familjen viveväxter. Inga underarter finns listade i Catalogue of Life.